# Jules Humbert-Droz
Jules Humbert-Droz (La Chaux-de-Fonds, 23 settembre 1891 – La Chaux-de-Fonds, 16 ottobre 1971) è stato un politico, scrittore e giornalista svizzero.
Militò nel Partito Comunista Svizzero e internazionale, e nel Partito Socialista Svizzero.

## Biografia
Di famiglia operaia poverissima, e nipote di un militante della Prima Internazionale dei lavoratori, studiò nel ginnasio di La Chaux-de-Fonds e concluse gli studi universitari di teologia con una tesi su socialismo e Cristianesimo, divenendo pastore. Membro del Partito socialista svizzero, fu redattore del quotidiano La Sentinelle dal 1916 al 1919. Di idee tolstoiane, nel 1916 fu condannato a sei mesi di carcere per obiezione di coscienza: la sua difesa fu pubblicata con il titolo Guerre à la guerre! A bas l'armée!. Entrato in conflitto con i suoi compagni di partito, fondò nel marzo 1921 il Partito comunista svizzero che aderì alla Terza Internazionale.  
Partito per Mosca nel 1919, vi fu nominato, insieme con l'ungherese Mátyás Rákosi e il finlandese Otto Kuusinen, segretario dell'Internazionale comunista, responsabile dei paesi latini insieme ai corrispondenti Palmiro Togliatti e Maurice Thorez.
Incontrò spesso Lenin definendolo «un pratico nell'accezione completa del termine, che viveva la teoria di Marx nella situazione, intensamente». Egli negava l'esistenza di un marxismo-leninismo perché né Marx né Lenin vollero mai creare un sistema, una linea di condotta definita una volta per tutte per la classe operaia. Escluso dalle sue funzioni nel 1931 da Stalin con l'accusa di bucharinismo, fu riabilitato quando l'Internazionale riadottò la politica del fronte unico nel 1935.
Tornato in Svizzera, fu eletto segretario del Partito comunista e deputato al Consiglio nazionale dal 1938 dal 1939 del cantone di Zurigo ma nel 1942 la maggioranza stalinista del suo Partito decretò la sua espulsione. Passato al Partito socialista, ne fu segretario dal 1946 al 1965 e si oppose alle proposte di armamento atomico della Svizzera. Fu anche cronista di politica estera nel quotidiano «La Sentinelle», dichiarandosi ostile alla politica coloniale francese, guardando con favore al processo di destalinizzazione che si svolgeva in Unione Sovietica ma criticandone le contraddizioni della repressione ungherese e praghese: «la degenerazione della Rivoluzione russa è stata la maggiore sconfitta nella mia vita di militante», scrisse nel 1969.

## Opere
Scrisse delle memorie, ora raccolte in quattro volumi:
- Volume I: Mon évolution du tolstoïsme au communisme (1891-1921)
- Volume II: De Lénine à Staline (1921-1931)
- Volume III: Dix ans de lutte antifasciste (1931-1941)
- Volume IV: Le couronnement d'une vie de combat (1941-1971)

Scrisse inoltre L'origine de l'Internationale communiste de Zimmerwald à Moscou e L'œil de Moscou à Paris.